# 李琚 (状元)
李琚（694年－748年），顿丘（今河南清豐）人。
生於周武後延載元年（694年），早年官石山令。唐玄宗開元二十二年（734年）甲戌科狀元及第，同榜有杜鸿渐、颜真卿、萧颖士等。开元二十五年（737年）尝撰并《八分书》。卒於唐玄宗天寶九年（748年）。